# Sällskapet Nya Idun
Sällskapet Nya Idun är en svensk kulturförening för kvinnor grundad 1885, ursprungligen som en kvinnlig motsvarighet till Sällskapet Idun.

## Verksamhet
Sällskapet Nya Idun bildades 7 februari 1885 i Hushållsskolans lokal på Jakobsbergsgatan 11 Stockholm.  Dess grundare var Calla Curman och Hanna Winge samt Ellen Fries, Ellen Key och Amelie Wikström, Bland tidiga medlemmar märks Alfhild Agrell, Anne Charlotte Leffler, Therese Gyldén, Anna Höjer, Amanda Kerfstedt, Agda Montelius, Anna Munthe-Norstedt, Hilma Svedbom och Coraly Zethraus samt Lilly Engström, Selma Giöbel, Hulda Lundin, Anna Maria Roos, Anna Sandström och Anna Whitlock.  
Förebilden var Sällskapet Idun i Stockholm, bildad 1862 som enligt sina stadgar var till för "i Stockholm bosatte män, vilka åt vetenskap, vitterhet och konst på skilda banor egna verksamhet och intresse". Sällskapet Idun accepterade enbart manliga medlemmar, och Nya Idun bildades för att fungera som en motsvarighet för kvinnor. 
Föreningen sammanträdde en gång i månaden, då det förekom konstutställning samt musikaliska och litterära föredrag. Dess första möte samlade 20 deltagare. Vid det tillfället höll författaren Anne Charlotte Edgren-Leffler föredrag om bland annat dräktreformrörelsen i utlandet, något som året därpå ledde till grundandet av Svenska drägtreformföreningen.